# Бібліотека № 138 (Київ)
Публічна бібліотека № 138 Оболонського району м. Києва.

## Опис
Площа приміщення бібліотеки — 120 м², книжковий фонд — 11,5 тис. примірників. Щорічно обслуговує більше 3,0 тис. користувачів, кількість відвідувань за рік — 13,0 тис., книговидач — 55,0 тис. примірників
Усі читачі бібліотеки також мають змогу безкоштовно скористатися послугами Інтернет-центру та Wi-Fi.
На базі бібліотеки постійно проводяться творчі вечори, презентації творчості сучасних письменників та святкові вечори.

## Історія
Бібліотека заснована в 1986 році. Обслуговування: абонемент, читальний зал, надаються послуги МБА.
Інформаційно-бібліографічне обслуговування координується з іншими бібліотеками в режимі ВРІ.

## послуги
- обслуговування в читальній  залі;
- доступ до інформаційних ресурсів через мережу Інтернет;
- доступ до електронного каталогу;
- консультативна допомога бібліографа;
- тематичні бібліографічні ресурси з актуальних питань;
- віртуальні презентації;
- творчі акції, зустрічі з цікавими людьми;
- дні інформації, презентації, бібліографічні огляди тощо.

## Транспорт
Трамваї: 16 - їхати до зупинки "Вул. З. Гайдай" 
Тролейбуси: 44 - їхати до зупинки "Вул. З. Гайдай" 
Автобуси: 99 - їхати до зупинки "Вул. З. Гайдай" 
Маршрутні таксі : 402 - їхати до зупинки "Вул. З. Гайдай"